# Bernard Chrzanowski
Bernard Chrzanowski herbu Nowina (ur. 27 lipca 1861 w Wojnowicach, zm. 12 grudnia 1944 w Konstancinie) – polski działacz społeczny i polityczny, adwokat, kurator szkolny, prezes Związku Sokołów Wielkopolskich, senator IV kadencji w II RP.

## Życiorys
Syn Kazimierza i Bronisławy z Lipińskich. W 1880 ukończył Gimnazjum św. Marii Magdaleny w Poznaniu. W szkole kierował tajnym kółkiem Towarzystwa im. Tomasza Zana. Uzyskał stypendium od Towarzystwa Pomocy Naukowej, które umożliwiło mu podjęcie studiów historycznych i prawniczych w Krakowie i Berlinie. W 1885 ukończył prawo i praktykował w Saksonii i Turyngii.
Od 1890 był adwokatem w Poznaniu, rozpoczął także działalność społeczną, m.in. w Towarzystwie Pomocy Naukowej i Towarzystwie Czytelni Ludowych.
W latach 1894–1896 wydawał tygodnik „Przegląd Poznański”. Najwięcej aktywności poświęcał Związkowi Sokołów Wielkopolskich; był wiceprezesem (1893–1895) i prezesem (od 1895 do 1921), wizytował ośrodki emigracyjne w Westfalii i Nadrenii, organizował dokształcanie członków (zwłaszcza w dziedzinie historii). Wielokrotnie występował w imieniu Związku w procesach z władzami pruskimi. Był obrońcą w procesie dzieci wrzesińskich.
Od 1900 był członkiem Ligi Narodowej. W latach 1901–1910 pełnił mandat deputowanego do parlamentu Rzeszy. Występował przeciwko polityce germanizacyjnej rządu. Niektóre z jego przemówień były w istocie wykładami historii Polski i dziejów jej kultury, przeplatanymi polskimi wierszami patriotycznymi, co pozwalało drukować je legalnie w polskiej prasie pod pozorem drukowania stenogramów posiedzeń Reichstagu. Działał w środowiskach endeckich, dla których pozyskał lidera mieszczańskiego ruchu ludowego Romana Szymańskiego. Od 1899 należał do tajnej Ligi Narodowej w Poznaniu, w ramach jej sekcji kulturalnej kierował akcją wydawania książeczek, obrazów historycznych, śpiewników i elementarzy, organizował także dla młodzieży pracującej wycieczki do Krakowa. Przy poznańskim Bazarze zorganizował w 1898 stałe Wykłady Ludowe im. Mickiewicza, kontynuowane później przez Towarzystwo Czytelni Ludowych. W latach 1909–1919 kierował Towarzystwem Demokratyczno-Narodowym w Poznaniu. W 1913 włączył się w prace kierowanej przez Ludwika Mycielskiego Rady Narodowej, koordynującej działalność polską w zaborze pruskim; kładł nacisk na aktywizację działań Rady na tzw. kresach zaboru - Pomorzu, Warmii i Mazurach oraz Śląsku, jako na najbardziej zagrożonych germanizacją. 
W latach 1900–1913 dokładnie zwiedził pomorskie wybrzeże Bałtyku oraz Kaszuby, a w latach następnych podejmował intensywne działania celem popularyzacji tych ziem jako integralnie polskich. Organizował prelekcje, odczyty, wieczornice kaszubskie, publikował artykuły (m.in. Kaszubskie wybrzeże nad Bałtykiem, Nad polskim morzem), a także wpadł na pomysł zorganizowania konkursu na napisanie popularnej historii Kaszub. Wpłynął na spopularyzowanie pieśni Hej żeglujże, żeglarzu. Zainteresował wątkami kaszubskimi Stefana Żeromskiego i Tadeusza Micińskiego. Poddał też pomysł uroczystych zaślubin z morzem generałowi Józefowi Hallerowi. Stefan Papée nazwał go Chałubińskim polskiego wybrzeża. Członek Naczelnej Rady Ludowej w 1918 roku.
Po odzyskaniu przez Polskę niepodległości odszedł od endecji. W 1919 został mianowany podsekretarzem stanu w Ministerstwie byłej Dzielnicy Pruskiej. Był członkiem Obywatelskiego Komitetu Wykonawczego Obrony Państwa w 1920. W latach 1922–1928 pełnił funkcję kuratora Okręgu Szkolnego Poznańskiego. Planował reformę szkolnictwa, co nie spotkało się z akceptacją władz zwierzchnich i ostatecznie nie zostało zrealizowane, dbał przede wszystkim o szkolnictwo wiejskie. W 1935 został mianowany senatorem RP. 
Przez wiele lat interesował się skautingiem. Wydał zbiór gawęd dla harcerzy Z Ojczyzny. 16 maja 1937 odsłonił pomnik „Harcerzom poległym w walkach o niepodległość” na Malcie w Poznaniu.
W okresie międzywojennym zasiadał w Kapitule Orderu Odrodzenia Polski, w której był skarbnikiem. W maju 1931 został wyróżniony godnością członka honorowego Towarzystwo Szkoły Ludowej.
Po wybuchu II wojny światowej, w grudniu 1939 wysiedlony przez Niemców z Poznania, zamieszkał w Warszawie. Zmarł 12 grudnia 1944 w pobliskim Konstancinie. Pochowano go na cmentarzu w Skolimowie, a w pogrzebie uczestniczyło tylko kilka osób. W 1986, zgodnie z ostatnią wolą zmarłego, jego prochy przeniesiono na Cmentarz parafialny w Gdyni-Oksywiu.

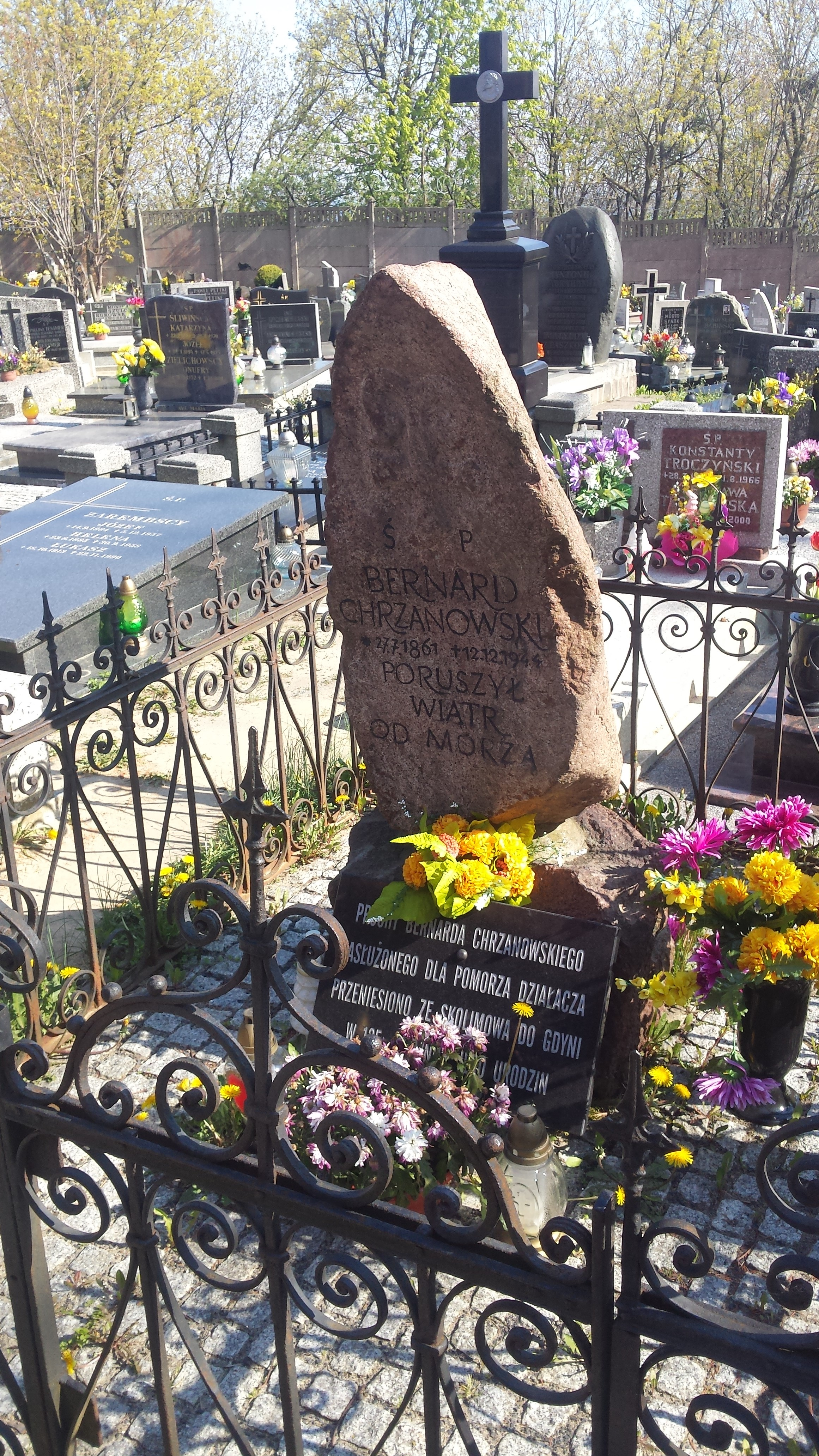
Grób Bernarda Chrzanowskiego na cmentarzu parafialnym w Gdyni-Oksywiu

## Życie prywatne
Z małżeństwa z Józefą z Wężyków (od 1910) miał córkę Annę.

## Ordery i odznaczenia
- Krzyż Komandorski z Gwiazdą Orderu Odrodzenia Polski (2 maja 1923)[20][21]
- Krzyż Komandorski Orderu Odrodzenia Polski (29 grudnia 1921)[22][23]
- Krzyż Oficerski Orderu Odrodzenia Polski (13 lipca 1921, jako jedna z pierwszych 15 osób odznaczonych Orderem Odrodzenia Polski)[24][25][26]
- Złoty Wawrzyn Akademicki (5 listopada 1935)[27]

## Upamiętnienie
Jest patronem szkoły podstawowej w Wojnowicach oraz Oddziału Poznańskiego PTTK.
Jego imię nosi jeden ze znakowanych pieszych szlaków turystycznych na terenie Wielkopolskiego Parku Narodowego.
Jego imię nosi ulica w dzielnicy Strzyża (Gdańsk).